# 後藤晃吾
後藤 晃吾（ごとう こうご、1940年 - 2023年12月24日）は、静岡県島田市出身のアマチュア野球選手（投手）。

## 来歴・人物
榛原郡金谷町（現島田市）出身で、金谷中学時は県下に知られた投手。掛川西高では2年生の時、エースとして1957年夏の甲子園予選山静大会決勝に進み清水東高と対戦。後に大学の1年先輩となる漆畑勝久や早大に進む鈴木悳夫らに打ち崩され大敗、甲子園出場を逸する。
明治大学に進学。東京六大学野球リーグでは、同期の八木孝と投の二本柱を組み1961年春季リーグで優勝、ベストナイン（投手）にも選出される。同年の全日本大学野球選手権大会に出場するが、準決勝でエース宮田征典を擁する日大に敗れた。リーグ通算43試合13勝10敗、防御率1.87、96奪三振。他の大学同期では一枝修平、辻佳紀、別部捷夫、松本雄作（4年中退、国鉄）がプロ入りしている。
卒業後は社会人野球の八幡製鐵に進み、都市対抗野球大会に10年連続出場。1968年の都市対抗では3勝を挙げ準決勝に進む。富士製鐵広畑の岡田光雄（松下電器から補強）と投げ合うが完封を喫した。同大会の小野賞を獲得。同年8月にはアラスカ・ゴールドパナーズとの日米親善野球試合に出場した。
引退後は新日本製鐵八幡監督となる。1974年の都市対抗では、エース萩野友康の好投もあって準優勝。同年は第1回社会人野球日本選手権にも出場を果たす。
2008年からは善波達也からの要請で明治大学の投手コーチとなり、山﨑福也、野村祐輔、柳裕也、森下暢仁らをプロへと輩出した。
2023年12月24日、肝臓がんのため死去。享年83。